# Seuilly
Seuilly est une commune française du département d'Indre-et-Loire, dans la région Centre-Val de Loire.
Ses habitants sont appelés les Sullacien (ne) s.

## Géographie

### Communes limitrophes
Les communes limitrophes sont Beuxes, Cinais, Lerné, Marçay, La Roche-Clermault, Thizay et Vézières.
| Thizay          | Cinais        |                    |
| Lerné           | Seuilly       | La Roche-Clermault |
| Vézières Vienne | Beuxes Vienne | Marçay             |

### Hydrographie

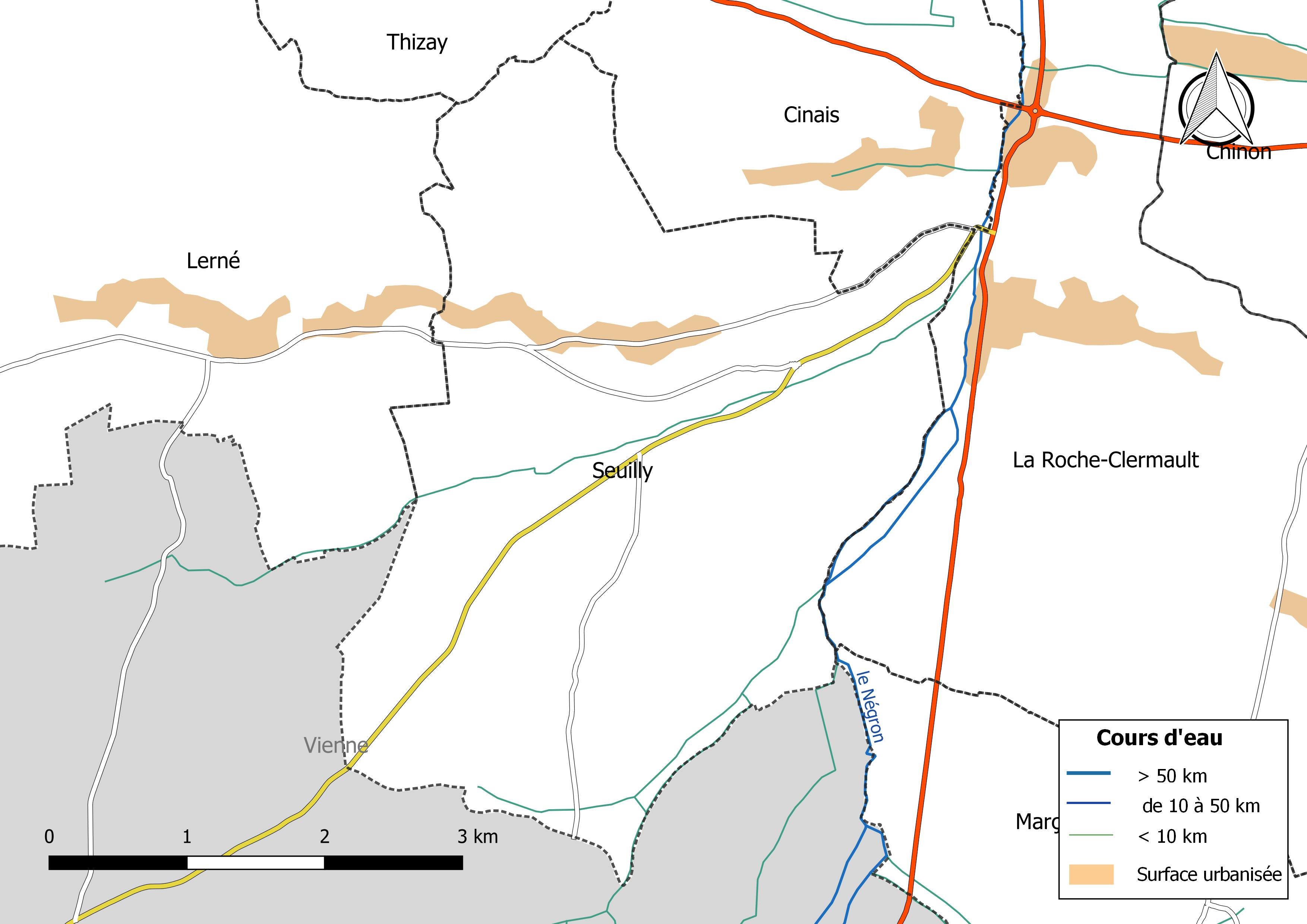
Réseau hydrographique de Seuilly.

Le réseau hydrographique communal, d'une longueur totale de 9,72 km, comprend un cours d'eau notable, le Négron (0,671 km), et sept petits cours d'eau pour certains temporaires,.
Le Négron, d'une longueur totale de 25,5 km, prend sa source dans la commune de Loudun (Vienne) et se jette dans la Vienne à Cinais, après avoir traversé 10 communes.
Sur le plan piscicole, le Négron est classé en deuxième catégorie piscicole. Le groupe biologique dominant est constitué essentiellement de poissons blancs (cyprinidés) et de carnassiers (brochet, sandre et perche).
Deux zones humides ont été répertoriées sur la commune par la direction départementale des territoires (DDT) et le conseil départemental d'Indre-et-Loire : « la vallée du Ruisseau du Quincampoix » et « Le Marais de Taligny »,.

### Climat
Pour des articles plus généraux, voir Climat du Centre-Val de Loire et Climat d'Indre-et-Loire.
En 2010, le climat de la commune est de type climat océanique altéré, selon une étude du CNRS s'appuyant sur une série de données couvrant la période 1971-2000. En 2020, Météo-France publie une typologie des climats de la France métropolitaine dans laquelle la commune est toujours exposée à un climat océanique altéré et est dans la région climatique Moyenne vallée de la Loire, caractérisée par une bonne insolation (1 850 h/an) et un été peu pluvieux.
Pour la période 1971-2000, la température annuelle moyenne est de 11,6 °C, avec une amplitude thermique annuelle de 14,8 °C. Le cumul annuel moyen de précipitations est de 622 mm, avec 10,4 jours de précipitations en janvier et 6,3 jours en juillet. Pour la période 1991-2020, la température moyenne annuelle observée sur la station météorologique de Météo-France la plus proche, « Chinon - Viti », sur la commune de Chinon à 7 km à vol d'oiseau, est de 12,8 °C et le cumul annuel moyen de précipitations est de 671,9 mm,. Pour l'avenir, les paramètres climatiques de la commune estimés pour 2050 selon différents scénarios d'émission de gaz à effet de serre sont consultables sur un site dédié publié par Météo-France en novembre 2022.

## Urbanisme

### Typologie
Au 1er janvier 2024, Seuilly est catégorisée commune rurale à habitat dispersé, selon la nouvelle grille communale de densité à sept niveaux définie par l'Insee en 2022.
Elle est située hors unité urbaine. Par ailleurs la commune fait partie de l'aire d'attraction de Chinon, dont elle est une commune de la couronne,. Cette aire, qui regroupe 20 communes, est catégorisée dans les aires de moins de 50 000 habitants,.

### Occupation des sols

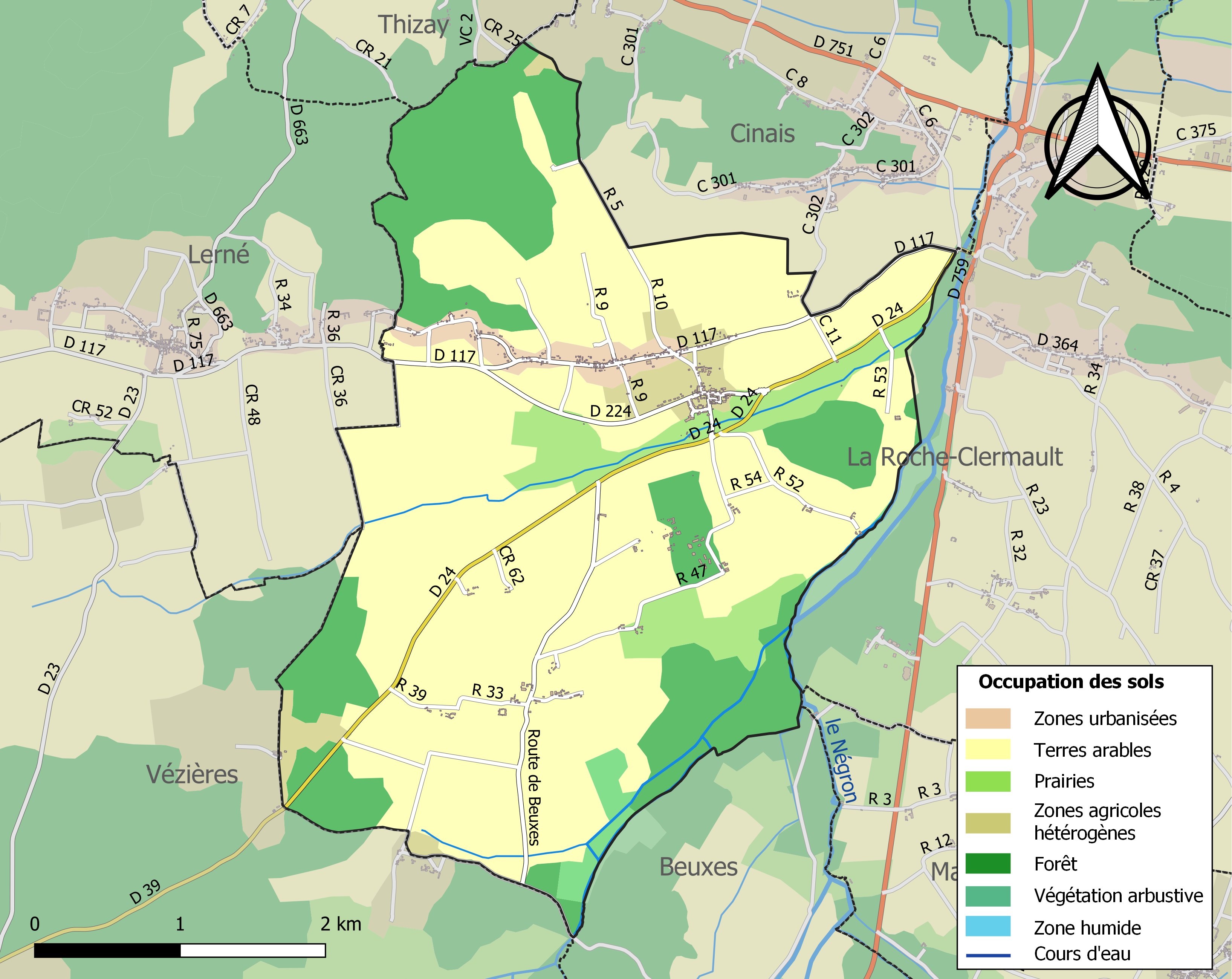
Carte des infrastructures et de l'occupation des sols de la commune en 2018 (CLC).

L'occupation des sols de la commune, telle qu'elle ressort de la base de données européenne d’occupation biophysique des sols Corine Land Cover (CLC), est marquée par l'importance des territoires agricoles (73 % en 2018), une proportion sensiblement équivalente à celle de 1990 (73,3 %). La répartition détaillée en 2018 est la suivante : 
terres arables (62 %), forêts (23 %), prairies (7,4 %), zones agricoles hétérogènes (3,6 %), zones urbanisées (2,5 %), milieux à végétation arbustive et/ou herbacée (1,4 %). L'évolution de l’occupation des sols de la commune et de ses infrastructures peut être observée sur les différentes représentations cartographiques du territoire : la carte de Cassini (XVIIIe siècle), la carte d'état-major (1820-1866) et les cartes ou photos aériennes de l'IGN pour la période actuelle (1950 à aujourd'hui).

### Habitat et logement
En 2018, le nombre total de logements dans la commune était de 223, alors qu'il était de 220 en 2013 et de 208 en 2008.
Parmi ces logements, 74,3 % étaient des résidences principales, 14,4 % des résidences secondaires et 11,3 % des logements vacants. Ces logements étaient pour 86,7 % d'entre eux des maisons individuelles et pour 4,9 % des appartements.
Le tableau ci-dessous présente la typologie des logements à Seuilly en 2018 en comparaison avec celle d'Indre-et-Loire et de la France entière. Une caractéristique marquante du parc de logements est ainsi une proportion de résidences secondaires et logements occasionnels (14,4 %) supérieure à celle du département (4,7 %) et à celle de la France entière (9,7 %). Concernant le statut d'occupation de ces logements, 60,7 % des habitants de la commune sont propriétaires de leur logement (52,6 % en 2013), contre 59,1 % pour l'Indre-et-Loire et 57,5 % pour la France entière.
| Typologie                                               | Seuilly | Indre-et-Loire | France entière |
| ------------------------------------------------------- | ------- | -------------- | -------------- |
| Résidences principales (en %)                           | 74,3    | 86,7           | 82,1           |
| Résidences secondaires et logements occasionnels (en %) | 14,4    | 4,7            | 9,7            |
| Logements vacants (en %)                                | 11,3    | 8,6            | 8,2            |

### Risques naturels et technologiques
Le territoire de la commune de Seuilly est vulnérable à différents aléas naturels : météorologiques (tempête, orage, neige, grand froid, canicule ou sécheresse), mouvements de terrains et séisme (sismicité faible). Il est également exposé à un risque technologique, le risque nucléaire. Un site publié par le BRGM permet d'évaluer simplement et rapidement les risques d'un bien localisé soit par son adresse soit par le numéro de sa parcelle.

#### Risques naturels

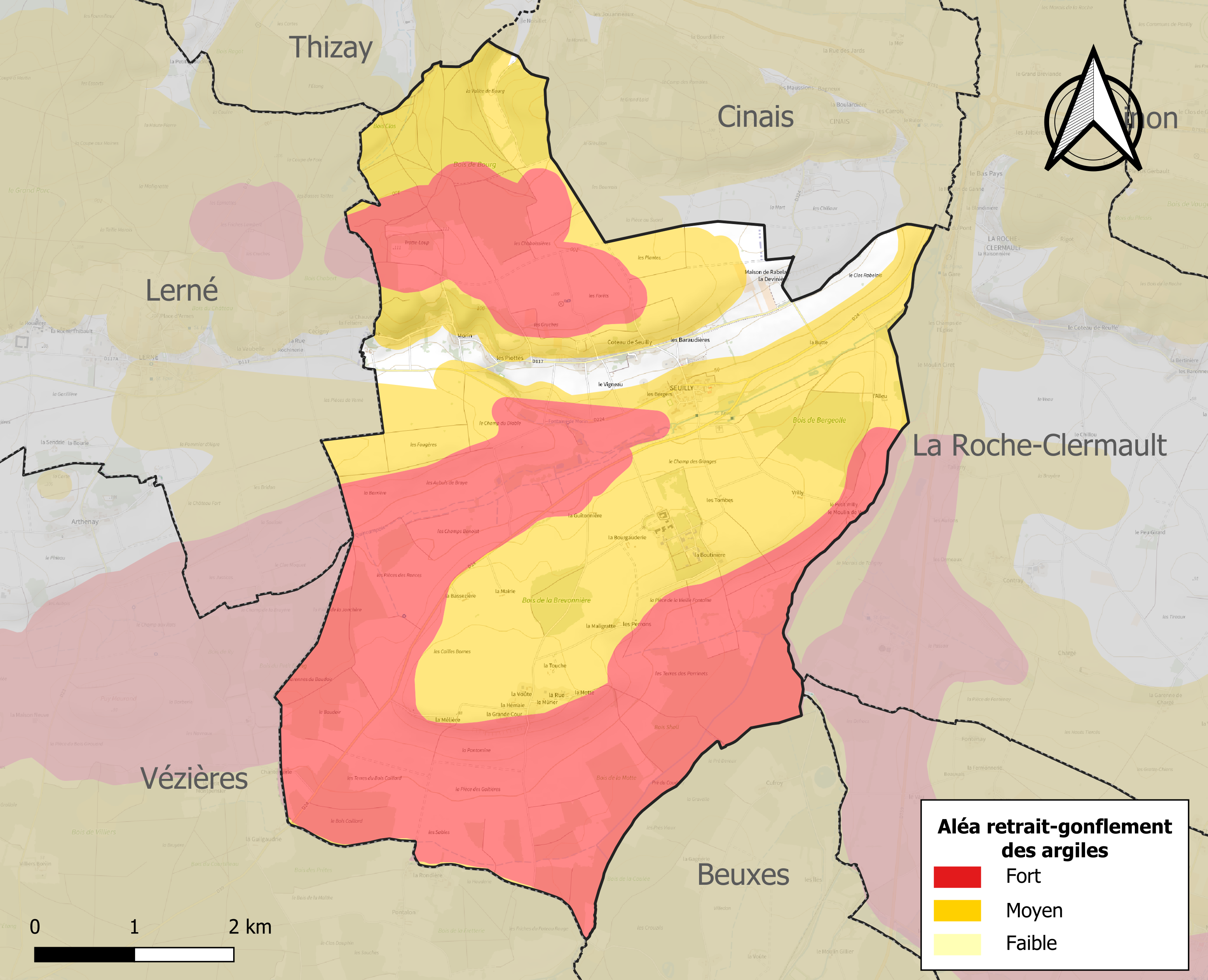
Carte des zones d'aléa retrait-gonflement des sols argileux de Seuilly.

La commune est vulnérable au risque de mouvements de terrains constitué principalement du retrait-gonflement des sols argileux. Cet aléa est susceptible d'engendrer des dommages importants aux bâtiments en cas d’alternance de périodes de sécheresse et de pluie. 93,6 % de la superficie communale est en aléa moyen ou fort (90,2 % au niveau départemental et 48,5 % au niveau national). Sur les 218 bâtiments dénombrés sur la commune en 2019, 151 sont en aléa moyen ou fort, soit 69 %, à comparer aux 91 % au niveau départemental et 54 % au niveau national. Une cartographie de l'exposition du territoire national au retrait gonflement des sols argileux est disponible sur le site du BRGM,.
Concernant les mouvements de terrains, la commune a été reconnue en état de catastrophe naturelle au titre des dommages causés par des mouvements de terrain en 1999.

#### Risques technologiques
En cas d’accident grave, certaines installations nucléaires sont susceptibles de rejeter dans l’atmosphère de l’iode radioactif. La commune étant située dans le périmètre immédiat de 5 km autour de la centrale nucléaire de Chinon, elle est exposée au risque nucléaire. À ce titre les habitants de la commune ont bénéficié, à titre préventif, d'une distribution de comprimés d’iode stable dont l’ingestion avant rejet radioactif permet de pallier les effets sur la thyroïde d’une exposition à de l’iode radioactif. En cas d'incident ou d'accident nucléaire, des consignes de confinement ou d'évacuation peuvent être données et les habitants peuvent être amenés à ingérer, sur ordre du préfet, les comprimés en leur possession.

## Toponymie
Le nom de la commune vient du Bas latin Soliacus, avec pour gentilice Solius et suffixe -acum.

## Politique et administration

### Rattachements administratifs et électoraux

#### Rattachements administratifs
La commune se trouve dans l'arrondissement de Chinon du département d'Indre-et-Loire.
Elle faisait partie depuis 1801 du canton de Chinon. Dans le cadre du redécoupage cantonal de 2014 en France, cette circonscription administrative territoriale a disparu, et le canton n'est plus qu'une circonscription électorale.

#### Rattachements électoraux
Pour les élections départementales, la commune fait partie depuis 2014 d'un nouveau canton de Chinon ,porté de 15 à 27 communes.
Pour l'élection des députés, elle fait partie de la quatrième circonscription d'Indre-et-Loire.

### Intercommunalité
Seuilly était membre de la communauté de communes de la Rive gauche de la Vienne, un établissement public de coopération intercommunale (EPCI) à fiscalité propre créé en 1993 et auquel la commune avait transféré un certain nombre de ses compétences, dans les conditions déterminées par le code général des collectivités territoriales.
Conformément aux prescriptions de la loi de réforme des collectivités territoriales du 16 décembre 2010, qui a prévu le renforcement et la simplification des intercommunalités et la constitution de structures intercommunales de grande taille, cette intercommunalité a fusionné avec ses voisines pour former, le 1er janvier 2014, la communauté de communes Chinon, Vienne et Loire, dont est désormais membre la commune.

### Liste des maires
| Période                                  | Période                   | Identité           | Étiquette | Qualité |
| ---------------------------------------- | ------------------------- | ------------------ | --------- | --- |
| Les données manquantes sont à compléter. |                           |                    |           | |
|                                          |                           |                    |           | |
| août 1942                                |                           | Julien Thomas      |           | Président de la délégation spéciale instituée par le Gouvernement de Vichy                                                                |
|                                          |                           |                    |           | |
| mars 2001                                | mars 2008                 | Gilles Brard       |           | |
| mars 2008                                | 28 avril 2017             | Jacques Aupic      | DVG       | Retraité de l'enseignement Vice-président de la CC Chinon, Vienne et Loire ( ? → 2015) Mort en fonction                                   |
| 29 juin 2017                             | 7 septembre 2017,         | Jacky Fumard       |           | Retraité Élection invalidée par le tribunal administratif d'Orléans                                                                       |
| 25 septembre 2017                        | En cours (au 9 juin 2023) | Thierry Deguingand |           | Cadre retraité, propriétaire de chambres d'hôtes Vice-président de la CC Chinon, Vienne et Loire (2020 → ) Réélu pour le mandat 2020-2026 |

## Équipements et services publics

### Enseignement
Seuilly se situe dans l'Académie d'Orléans-Tours (Zone B) et dans la circonscription de Chinon.
L'école élémentaire accueille les élèves de la commune.

## Population et société

### Démographie
L'évolution du nombre d'habitants est connue à travers les recensements de la population effectués dans la commune depuis 1793. Pour les communes de moins de 10 000 habitants, une enquête de recensement portant sur toute la population est réalisée tous les cinq ans, les populations de référence des années intermédiaires étant quant à elles estimées par interpolation ou extrapolation. Pour la commune, le premier recensement exhaustif entrant dans le cadre du nouveau dispositif a été réalisé en 2004.

En 2022, la commune comptait 392 habitants, en évolution de +13,29 % par rapport à 2016 (Indre-et-Loire : +1,67 %, France hors Mayotte : +2,11 %).
| 1793 | 1800 | 1806 | 1821 | 1831 | 1836 | 1841 | 1846 | 1851 |
| ---- | ---- | ---- | ---- | ---- | ---- | ---- | ---- | ---- |
| 541  | 546  | 506  | 559  | 612  | 619  | 597  | 601  | 568  |

| 1856 | 1861 | 1866 | 1872 | 1876 | 1881 | 1886 | 1891 | 1896 |
| ---- | ---- | ---- | ---- | ---- | ---- | ---- | ---- | ---- |
| 565  | 556  | 515  | 520  | 466  | 465  | 458  | 457  | 470  |

| 1901 | 1906 | 1911 | 1921 | 1926 | 1931 | 1936 | 1946 | 1954 |
| ---- | ---- | ---- | ---- | ---- | ---- | ---- | ---- | ---- |
| 455  | 445  | 425  | 370  | 384  | 370  | 362  | 487  | 382  |

| 1962 | 1968 | 1975 | 1982 | 1990 | 1999 | 2004 | 2006 | 2009 |
| ---- | ---- | ---- | ---- | ---- | ---- | ---- | ---- | ---- |
| 404  | 358  | 331  | 338  | 366  | 369  | 395  | 370  | 384  |

| 2014 | 2019 | 2022 | - | - | - | - | - | - |
| ---- | ---- | ---- | - | - | - | - | - | - |
| 353  | 375  | 392  | - | - | - | - | - | - |

### Manifestations culturelles et festivités
Depuis 2012, la commune de Seuilly accueille le festival de La Dive musique qui a lieu chaque année fin juillet, début août. Le président-fondateur du festival est Patrice Franchet d'Espèrey, le directeur artistique qui en assure la programmation est le claveciniste Stéphane Béchy,.

## Culture locale et patrimoine

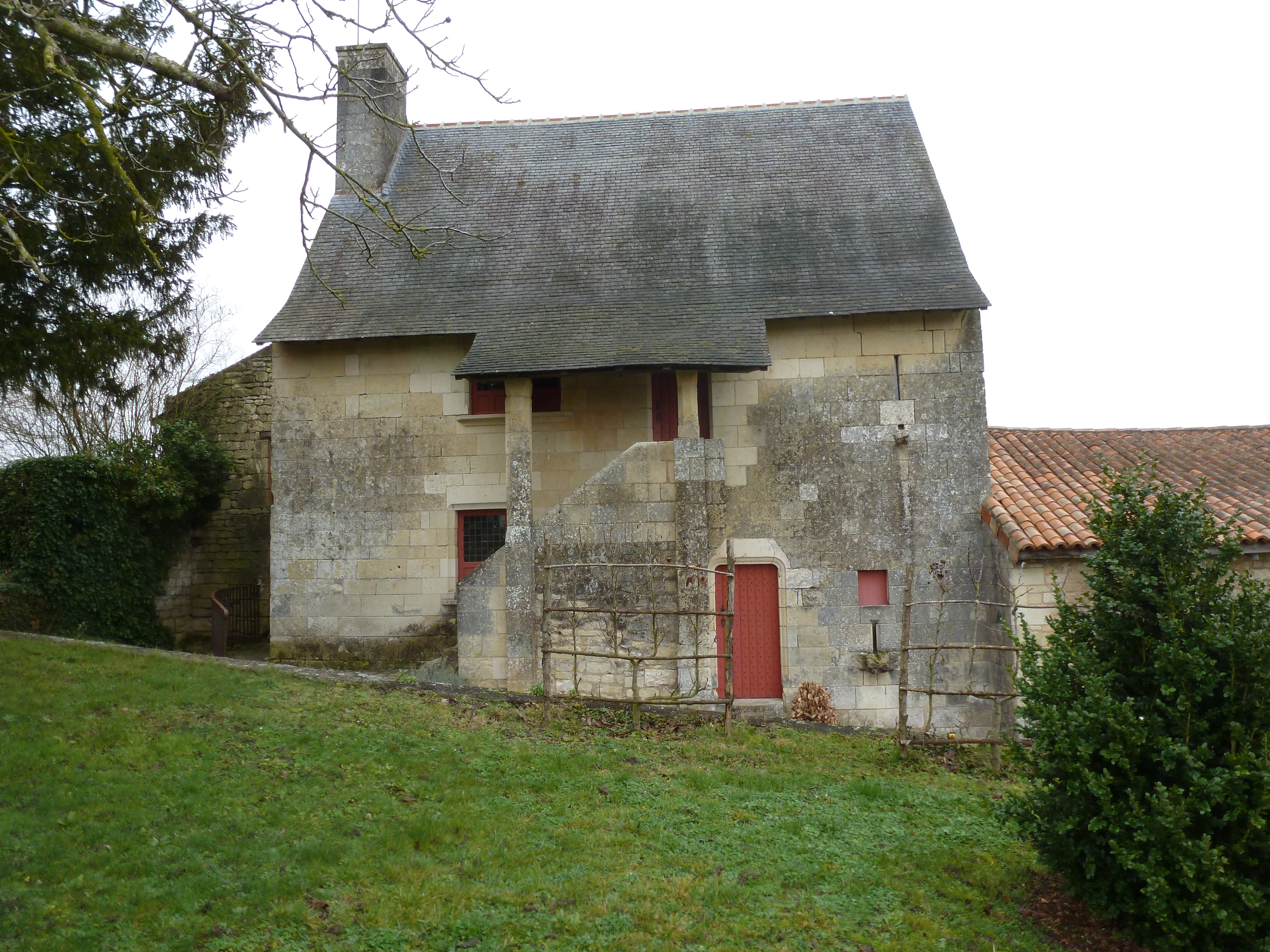
La maison de Rabelais.

### Lieux et monuments
- Musée Rabelais, Maison La Devinière (XVe siècle) lieu où est né François Rabelais vers 1494. Celui-ci fit ses premières études chez les Bénédictins de Seuilly. Il y situe le combat de frère Jean des Entommeures contre les troupes de Picrochole.
- Abbaye de Seuilly
- Château du Coudray Montpensier, où se déroule une partie de l'action des guerres pichrocolines dans Gargantua et où Jeanne d'Arc aurait résidé en 1429. Il aurait ensuite appartenu à l'écrivain belge Maurice Maeterlinck, puis à l'avionneur Latecoëre[36].
- La ferme de La Motte se trouve près du village de Seuilly.
- Au XVIe siècle, la métairie de la Motte appartient à damoiselle Jehanne du Boy qui demeure « présentement en la maison noble de Chargé, paroisse de La Roche Clermault » lorsqu’elle la vend en 1594. L'acte est signé au château de Chargé, en présence de Nicolas de la Barre et de son épouse Guyonne de Fé, fille de Jehanne du Boy.

Au XVIIe siècle, elle est entre les mains de la famille Le Cœur, comme d’autres lieux de Seuilly : la Bassaizière, la Touche, la Grand Cour, la Mairie, la Meslière, dont les membres sont avocats, conseillers du roy, procureurs, à Saumur et Richelieu.
Puis, La Motte passe jusqu’en 1751 aux Chesnon, année où elle est vendue à damoiselle Marie Auvinet (apparentée à la famille Chesnon) ; elle restera dans cette famille jusqu’à la fin du XIXe siècle.
La ferme de La Motte était une métairie relevant du château du Coudray-Montpensier.
La plus ancienne mention connue date de 1508 et concerne une saisie féodale.
Le logis principal comporte deux niveaux, avec chacun une grande salle ; celle du rez-de-chaussée possède une cheminée ; à l’étage la salle est directement sous la toiture.
Trois ouvertures comportaient des meneaux de pierre ; l’ouverture nord possède encore une huisserie à meneaux et volets du XVIe siècle.
Une curieuse loggia, unique en Touraine, agrémente la façade et permet l’accès à l’étage ; sous l’Ancien Régime, un escalier extérieur à grands degrés permettait d’y accéder ; il a été supprimé à une date inconnue, et remplacé par un escalier de meunier en bois.
Ce bâtiment, en moellons de calcaire et terre, a conservé son caractère d’origine, malgré de nombreuses réparations et reprises de  maçonnerie. En 1751, il est dit « en très mauvais état » ;  sont-ce les conséquences du tremblement de terre de Loudun ?
Un aveu de 1656 décrit : « un coullombier compossé aveq six cents trous basty a chau et a sable aveq un daum au dessust…Le portail fourni d’une grande porte (.. ?) de bois de chesne  clouée et ferée de poutre ».
Ce colombier se trouvait à gauche du portail, dont on aperçoit le pilier droit, à l'emplacement du tas actuel de pierres recouvert de végétation.

### Personnalités liées à la commune
- François Rabelais est né au hameau de la Devinière en 1494 (voir Musée Rabelais, Maison La Devinière)
- En 1930, Pierre-Georges Latécoère (1883-1943), entrepreneur français, emblématique des débuts de l'aviation commerciale française de l'entre-deux-guerres et en particulier de la poste aérienne, fait l'acquisition du château du Coudray-Montpensier[37].

Coco Téxèdre (1953-), plasticienne française, réside à Seuilly depuis plusieurs années.
Patrice Franchet d'Espèrey (1947-), écrivain et écuyer français du Cadre noir de Saumur, spécialiste de l'équitation de tradition française d'expression baucheriste, président du festival La dive musique
Stéphane Béchy (1963-), claveciniste, concertiste international, directeur artistique de La dive musique

## Pour approfondir